# Ткаченко, Владимир Матвеевич
Владимир Матвеевич Ткаченко (1903—1983) — гвардии генерал-лейтенант инженерных войск Советской Армии, участник Великой Отечественной войны, Герой Советского Союза (1945).

## Биография
Родился 2 января 1903 года в селе Помошная (ныне — город в Кировоградской области Украины). Окончил девять классов школы. В 1920 году был призван на службу в Красную Армию. Участвовал в боях Гражданской войны. В 1924 году окончил Казанскую военную инженерную школу, в 1936 году — курсы усовершенствования командного состава.
С марта 1942 года — на фронтах Великой Отечественной войны. Принимал участие в боях на Южном, Сталинградском, Юго-Западном, 3-м Украинском, 1-м Белорусском фронтах. Участвовал в Сталинградской битве, Изюм-Барвенковской, Донбасской операциях, битве за Днепр, Никопольско-Криворожской, Березнеговато-Снигирёвской, Одесской, Люблин-Брестской операциях, форсировании Вислы летом 1944 года на Магнушевском плацдарме. Особо отличился во время форсирования Одера в январе 1945 года. Значительный вклад в успешные действия 8-й гвардейской армии 1-го Белорусского фронта внесли её инженерные войска, которыми командовал гвардии генерал-майор В. М. Ткаченко.

При форсировании такой широкой и глубокой реки, как Висла, много пришлось потрудиться инженерам и сапёрам. Благодаря их самоотверженности и мастерству удалось переправить через реку не только людей, но и танки, артиллерию, боеприпасы, продовольствие и другое имущество. Эту трудную и опасную работу направлял инженерный отдел армии. Его дружный коллектив сумел в кратчайший срок скрытно сосредоточить всё необходимое для форсирования реки. Они работали в основном ночами, чтобы скрыть от противника нашу подготовку. Под пулями, снарядами н авиационными бомбами организовали переправу. Трудно передать, с каким напряжением физических и моральных сил работали инженерные и сапёрные части, пока основная масса войск и техники не была переправлена на западный берег.
Возглавлял всю эту титаническую работу начальник инженерных войск армии генерал Владимир Матвеевич Ткаченко — спокойный, неторопливый в рассуждениях и действиях человек, в то же время он умел организовать дело так, что все задачи выполнялись вовремя.
Генерал Ткаченко обладал хитринкой хорошего хозяина. У него всегда имелись какие-то свои, только ему одному известные резервы. Поэтому никакие случайности не могли его застать врасплох.
— Маршал Советского Союза В. И. Чуйков. Конец третьего рейха.
Указом Президиума Верховного Совета СССР от 6 апреля 1945 года гвардии генерал-майор Владимир Ткаченко был удостоен звания Героя Советского Союза с вручением ордена Ленина и медали «Золотая Звезда» за номером 5174.
В дальнейшем участвовал в Берлинской операции. После окончания войны он продолжил службу в Советской Армии. В 1969 году в звании генерал-лейтенанта был уволен в запас. Проживал в Киеве. Скончался 13 мая 1983 года, похоронен на Лукьяновском военном кладбище Киева.

## Награды и звания
- Герой Советского Союза (Указ Президиума Верховного Совета СССР от 6 апреля 1945 года):
  - орден Ленина,
  - медаль «Золотая Звезда» № 5174;
- орден Ленина (Указ Президиума Верховного Совета СССР от 25 июня 1944 года);
- орден Ленина;
- орден Красного Знамени (Указ Президиума Верховного Совета СССР от 26 октября 1943 года);
- орден Красного Знамени (Указ Президиума Верховного Совета СССР от 2 ноября 1943 года);
- орден Красного Знамени (Указ Президиума Верховного Совета СССР от 23 августа 1944 года);
- орден Красного Знамени;
- орден Красного Знамени;
- орден Суворова II степени (Указ Президиума Верховного Совета СССР от 3 июня 1944 года);
- медаль «За оборону Сталинграда» (Указ Президиума Верховного Совета СССР от 22 декабря 1942 года);
- другие медали СССР .[1].